# Elizabeth Pich

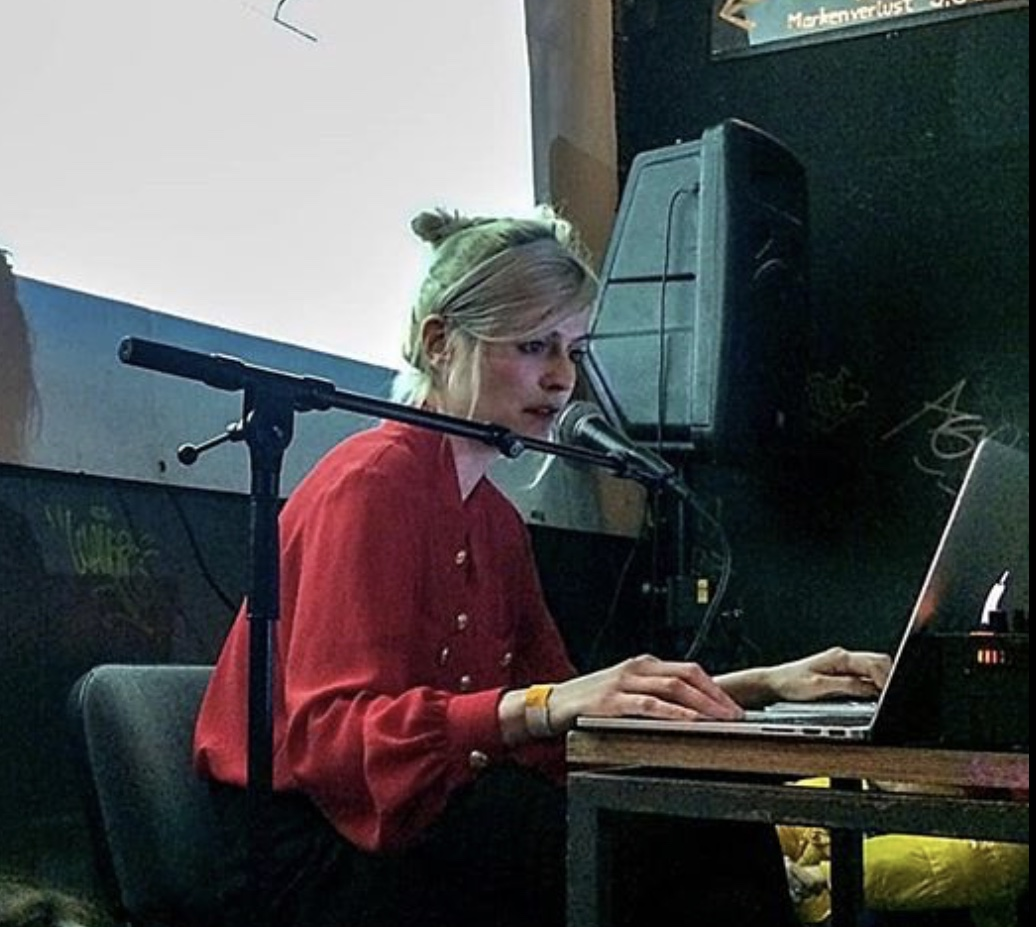
Elizabeth Pich bei einer Lesung

Elizabeth Pich (* 1989) ist eine deutsch-amerikanische Comiczeichnerin. Sie lebt und arbeitet in Saarbrücken.

## Leben
Elizabeth Pich wurde in Deutschland geboren und wuchs in den Vereinigten Staaten auf. Sie studierte Informatik an der Universität des Saarlandes und Kommunikationsdesign an der Hochschule der Bildenden Künste Saar, unter anderem bei Barbara Yelin. An der HBK Saar war sie auch als Dozentin aktiv. Sie ist Mitbegründerin des Comic Symposiums in Saarbrücken.
Schon während ihrer Studienzeit begann sie zusammen mit Jonathan Kunz den Webcomic War and Peas. Die über 500 Episoden erreichten internationale Aufmerksamkeit. Seit 2014 arbeitet sie außerdem an ihrer Comicserie Fungirl. Ihre Arbeiten wurden u. a. 2017 bei der vierjährlich stattfindenden Landeskunstausstellung Saar gezeigt. Im März 2019 gewann sie den vom Deutschen Bundesrat ausgerufenen „Bundes-Comicbattle Föderal“ für das Saarland.
Von 2017 bis 2018 arbeitete Pich als Software-Entwicklerin am Zentrum für Kunst und Medien in Karlsruhe für die Ausstellung Open Codes, unter Leitung von Ludger Brümmer.
Im März 2020 erschien mit War and Peas. Funny Comics For Dirty Lovers ihr erstes Buch bei Andrews McMeel Publishing und in deutscher Übersetzung bei Panini. Es folgten eine spanische und eine französische Übersetzung.
2021 erschien ihr Buch Fungirl in den USA bei Silver Sprocket und auf Französisch bei Les Requins Marteaux. Im darauffolgenden Jahr erschienen eine italienische Übersetzung bei Coconino Press. Das Buch wurde 2022 in Kanada für den Prix Bédélys als beste Veröffentlichung einer ausländischen Autorin nominiert.
2022 erschienen mit You Are Revolting und Vulva Viking gleich zwei weitere Veröffentlichungen in der Fungirl-Reihe.

## Veröffentlichungen (Auswahl)
- 2020: War and Peas, Andrews McMeel Publishing, dt. bei Panini
- 2021: Fungirl, Silver Sprocket
- 2022: You Are Revolting, Silver Sprocket[13]
- 2022: Vulva Viking, Silver Sprocket[14]
- 2024: Fungirl, dt. bei Edition Moderne